# Мануель Кастельс
Мануе́ль Ка́стельс (ісп. Manuel Castells Oliván; 1942) — іспанський соціолог. Фахівець у галузі соціології урбанистики, за ідейними поглядами постмарксист.

## Біографія
Народився в провінційному каталонському містечку на північному сході Іспанії в родині службовців міністерства фінансів. У віці 16 років вступив до Барселонського університету, де навчався за двома спеціальностями — право й економік. У 1960 році прилучився до таємного ліворадикального Робочого фронту Каталонії, що виступав проти режиму Франциско Франко. Коли в 1962 році почалися арешти університетських друзів Кастельса, йому довелося залишити Іспанію, не закінчивши навчання. Ставши політичним утікачем, він оселився в Парижі й вступив на факультет права та економіки в Сорбонні, де одним з викладачів у Парижі був Ален Турен. На початку наукової кар'єри вивчав проблеми урбаністики. У 1967—1979 викладав соціологію в Сорбонні та у Вищій школі соціальних наук (Париж). З 1979 року — професор кафедри міського та регіонального планування Каліфорнійського університету в Берклі, а з 1994 по 1998 рік керував тамо ж Центром західноєвропейських досліджень. Як запрошений професор читав лекції в найбільших університетах світу.
З 1984 року неодноразово відвідував СРСР, а потім — Росію. Проте, з колишнім Радянським Союзом його пов'язує не тільки захоплення марксизмом, наукові зв'язки, а й дружина з Новосибірська, з якою він познайомився в 1984 році на робочій нараді Всесвітньої соціологічної організації.
Вважається одним з найбільших соціологів сучасності, який спеціалізується в галузі інформаційного суспільства.